# Munte, munte brad frumos
Munte, munte brad frumos este un doină populară interpretată de Lucreția Ciobanu.